# Панов Віталій Дмитрович
Віталій Дмитрович Панов (26 вересня 1947, Моніно — 20 травня 2018, Львів) — український журналіст, автор сотень статей, опублікованих у різних виданнях, що викликали громадський резонанс. Працював в українських виданнях «Комсомольський прапор», «Робоча газета», а також у всесоюзних виданнях «Комсомольська правда», «Вчительська газета», «Російська газета», «Парламентська газета». Лауреат всесоюзних та міжнародних конкурсів журналістської майстерності.

## Біографія

Могила Віталія Панова, Брюховицький цвинтар

Народився 26 вересня 1947 року в селищі Моніно, Росія в сім'ї військового льотчика Дмитра Панова.
Закінчив Київський Державний університет ім. Т.Шевченка. За освітою філософ, історик та політолог. Працював у Львові та Києві. Записав спогади батька і видав книгу «Русские на снегу».
Був власкором Комсомольської Правди, редактором газети «Аргументи і факти». Як журналіст був залучений для аналізу масштабів Чорнобильської катастрофи у перші дні.
Брав участь у миротворчих делегаціях, як громадський діяч в урегулюванні конфлікту в Нагорному Карабасі, в Грузії. Згодом займав посаду спічрайтера в Кабінеті Міністрів. Був активним захисником релігійних пам‘яток архітектури під час хвилі атеїстичної пропаганди (у Львові відстояв Церкву Святих Ольги і Єлизавети).
Двічі нагороджений відзнакою «Золоте перо», одна з них за статтю «4 секунды, длиною в жизнь».
Помер у 70-річному віці 20 травня 2018 року, похований на Брюховицькому цвинтарі.